# West Wratting
West Wratting – wieś i civil parish w Anglii, w Cambridgeshire, w dystrykcie South Cambridgeshire. W 2011 civil parish liczyła 502 mieszkańców. West Wratting jest wspomniana w Domesday Book (1086) jako Waratinge.